# Teresa Wright

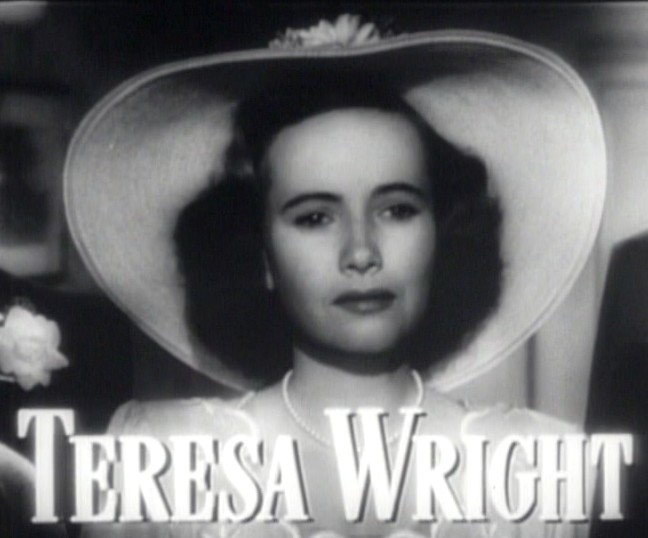
Teresa Wright i De bästa åren (1946).

Teresa Wright, född 27 oktober 1918 i New York, död 6 mars 2005 i New Haven i Connecticut, var en amerikansk skådespelare.

## Biografi
Wright gjorde Broadwaydebut 1938 i Our Town. Filmdebut 1941 i Kvinnan utan nåd för vilken hon Oscarnominerades för bästa kvinnliga biroll. Året därpå fick hon två Oscarnomineringar - för bästa kvinnliga huvudroll i Bragdernas man och för bästa kvinnliga biroll i Mrs Miniver; hon vann den senare kategorin.
Teresa Wrights mest minnesvärda roll är troligen den i Alfred Hitchcocks thriller Skuggan av ett tvivel (1942), som den unga flickan Charlie som långsamt börjar inse att hennes älskade morbror, spelad av Joseph Cotten, är på flykt undan polisen.
Som en mjuk, känslig och samvetsgrann skådespelare undvek Wright Hollywoodglamouren och koncentrerade sig helt och hållet på arbetet. 
År 1959 drog Teresa Wright sig tillbaka från filmen och återvände till scenen i New York. 1977 gjorde hon en uppmärksammad filmcomeback i Roseland, i rollen som den medelålders kvinnan May som lever upp när hon dansar i danspalatset Roseland Ballroom i New York. Sin sista filmroll gjorde hon 1997 i Regnmakaren.
Wright avled av en hjärtinfarkt 2005. Wright har två stjärnor på Hollywood Walk of Fame, en för film vid adressen 1680 Vine Street och en för TV vid adressen 6405 Hollywood Blvd.

## Filmografi i urval
- 1941 – Kvinnan utan nåd
- 1942 – Bragdernas man
- 1942 – Mrs. Miniver
- 1942 – Skuggan av ett tvivel
- 1944 – Casanova ordnar allt
- 1946 – De bästa åren
- 1950 – Fredlös främling
- 1952 – Slav under sin last
- 1953 – Teatergalen
- 1954 – Kattens spår
- 1977 – Roseland
- 1969 – I nöd och lust
- 1980 – Någonstans i tiden
- 1990 – Perry Mason: Fallet med de döda motiven (TV-film)
- 1997 – Regnmakaren

## Teater

### Roller
| År   | Roll  | Produktion                                 | Regi           | Teater                          |
| ---- | ----- | ------------------------------------------ | -------------- | ------------------------------- |
| 1968 | Alice | I Never Sang for My Father Robert Anderson | Alan Schneider | Longacre Theatre, New York, USA |